# Melitaea proconsulis
Melitaea proconsulis är en fjärilsart som beskrevs av Edward P. Wiltshire 1946. Melitaea proconsulis ingår i släktet Melitaea och familjen praktfjärilar. Inga underarter finns listade i Catalogue of Life.